# بايانوبوليس
بايانوبوليس بلدية في ولاية باهيا في منطقة شمال شرق البرازيل.